# Parinari costata
Parinari costata là một loài thực vật thuộc họ Chrysobalanaceae. Loài này có ở Indonesia, Malaysia, Philippines, và Singapore.